# 서건우 (태권도 선수)
서건우(2003년 12월 20일~)는 대한민국의 태권도 선수이다.

## 경력
2003년 울산광역시에서 태어났다. 태권도관 관장을 운영하던 아버지의 영향으로 백합초등학교 1학년 때 태권도를 시작했다. 이후 태권도 선수를 지망하여 울산스포츠과학중학교로 진학했으며 중학교 2학년 때 동평중학교로 전학을 갔다. 중학교 졸업 후에는 울산스포츠과학고등학교로 진학했다.
2022년 한국체육대학교로 진학했으며 같은 해에 국가대표로 발탁되었다. 같은 해 6월 대한민국 춘천에서 열린 2022년 아시아 선수권 대회에서 남자 웰터급 동메달을 획득했다.
2023년 8월에는 중국 청두에서 열린 2021년 유니버시아드에서 동메달을 획득했고 같은 해 10월 항저우에서 열린 2022년 아시안 게임에서 혼성 단체전 은메달 획득에 기여했다.